# ناحیه همیلتون، شهرستان کلار، میشیگان
ناحیه همیلتون (به انگلیسی: Hamilton Township) یک منطقهٔ مسکونی در ایالات متحده آمریکا است که در شهرستان کلیر، میشیگان واقع شده‌است.
 ناحیه همیلتون ۹۴٫۲ کیلومتر مربع مساحت و ۱٬۸۲۹ نفر جمعیت دارد و ۲۷۶ متر بالاتر از سطح دریا واقع شده‌است.